# Vojaški ordinariat Filipinov
Vojaški ordinariat Filipinov (angleško Military Ordinariate of Philippines) je rimskokatoliški vojaški ordinariat, ki je vrhovna cerkveno-verska organizacija in skrbi za pripadnike oboroženih sil Filipinov.
Sedež ordinariata je v Quezon Cityju.

## Škofje
- Rufino Jiao Santos (10. december 1951 - 3. september 1973)
- Mariano Gaviola y Garcés (2. marec 1974 - 13. april 1981)
- Pedro G. Magugat (9. december 1981 - 22. april 1985)
- Severino M. Pelayo (19. december 1985 - 26. februar 1995)
- Ramon Cabrera Argüelles (25. avgust 1995 - 14. maj 2004)
- Leopoldo Sumaylo Tumulak (15. januar 2005 - danes)